# Збаражский, Василий Фёдорович
Василий Фёдорович Збаражский (? — 9 июля 1463) — русско-литовский князь, фактически основавший княжеский род Збаражских.

## Родословная
- Даниил І (1201—1264), король Руси (1254—1264), князь Галицкий и Волынский
  -  Лев Данилович (1228—1301), король Руси, князь Галицкий и Волынский
    -  Юрий І Львович (1252—1308), король Руси, князь Галицкий и Волынский
      -  Анастасия Юрьевна Галицкая[укр.], дочь Юрия Львовича, короля Руси
        -  Ольгерд Гедиминович (1296—1377), великий князь Литовський + Иулиания Александровна (1325—1391), дочь Анастасии Юрьевны (Галицкой) и Александра Михайловича Тверского
          -  Корибут-Дмитрий Ольгердович (1358—1404), князь новгород-северский, черниговский, збаражский, брацлавский, винницкий.
            -  Фёдор Корибутович (1380—1442)
              -  Василий Корибут-Збаражский (? — 1463)

## Биография
Представитель литовского княжеского рода Несвицких герба «Корибут». Сын князя Федора Несвижского, старосты подольского и кременецкого. О дате рождения Василия мало сведений, был средним сыном. Предположительно, участвовал вместе с отцом в борьбе между Свидригайло и Сигизмундом. После смерти Федора Несвижского около 1442 года вместе с братом Юрием начал борьбу за возвращение утраченных в течение 1436—1442 лет отцом владений.
В результате усилий, однако каких именно — точно неизвестно, Василий и его брат Юрий к 1455 году вернули почти все отцовские владения. В то же время в 1440-х годах Василий Фёдорович получил от польского короля Владислава III пожизненный привилей на Збаражскую волость и местечко Городок в Луцкой волости.
В начале 1460-х годов Василий Фёдорович осел в Збараже (наверное произошел раздел имущества с братом или тот уже умер), и с этого времени стал подписываться как князь на Збараже. Князьями Збаражскими стали называться уже его потомки. Умер в июле 1463 года, оставив в наследство 2 города, 68,5 сел, 1 двор и 1 поселок.
Место захоронения князя Василия доподлинно неизвестно: или в Збараже, или по тогдашней традиции в Киево-Печерской лавре.

## Семья
- Василий (? — 1474)
- Семен (? — 1481)
- Солтан (? — 1472)